# Cry Baby (альбом Мелани Мартинес)
Cry Baby (англ. «Плакса») — дебютный студийный альбом американской певицы Мелани Мартинес. Он был выпущен 14 августа 2015 года музыкальным лейблом Atlantic Records через цифровую загрузку, CD и винил. Альбом включает в себя три сингла. Два сингла были выпущены до релиза пластинки: сингл «Pity Party» был выпущен 2 июня 2015 года, а второй сингл «Soap» 10 июля 2015 года. Третий и последний сингл из альбома «Sippy Cup» был выпущен 31 июля 2015 года. Cry Baby — это визуальный концептуальный альбом. Ключевым жанрами альбома стали альтернативный поп, электропоп и инди-поп. В целом, релиз получил положительные отзывы критиков. В феврале 2017 года альбом получил платиновый статус в США, преодолев отметку в 1 миллион проданных копий (с учётом стриминга). 25 ноября 2016 года Мартинес выпустила EP-версию альбома под названием «Cry Baby Extra Clutter». EP, выпущенный исключительно в виниле, состоял из трех бонусных треков из Cry Baby, а также «Gingerbread Man», выпущенную на Рождество 2015 года.

## История
Мартинес начала запись своего дебютного альбома вскоре после её выбывания из The Voice. В 2013 году певица уже имела готовый акустический альбом, она даже была готова его выпустить, но вскоре отказалась. Позже она завершила запись Dollhouse и полностью изменила своё звучание после того, как поняла, как ей понравилось это звучание. В мае 2014 года Мелани выпустила Dollhouse EP и объявила, о том, что надеется, что её альбом будет выпущен в октябре. Когда наступил октябрь, Мелани выпустила видеоролик для Carousel, отложила дату выхода своего альбома и заявила, что надеется выпустить его весной. Весной Kinetics & One Love объявили, что весь вокал для альбома записан, и Мелани официально объявила, название грядущей пластинки «Cry Baby». Первым синглом стал «Pity Party», что Мелани официально подтвердила 27 мая 2015 года. Музыкальное видео было случайно слито в сеть самой Мелани 29 мая, но позже певица призналась в Twitter, что она была счастлива за фанатов, которые просмотрели клип и пообещала, что «всё еще впереди». Он был официально выпущен в день трансляции. Во время эфира Мартинес объявила, что Cry Baby будет выпущен в августе. Выход второго сингла «Soap» был подтвержден в конце июня, и это было объявлено вскоре до его выхода 10 июля. Но трек был слит на день раньше. Музыкальное видео вышло в тот же день.
16 июля дата релиза просочилась на Amazon, хотя дата релиза оказалась ложной. 17 июля было официально объявлено об альбоме, а «подарочные коробочки» были доступны для пред-заказа на веб-сайте Мартинес, вместе с пред-заказом альбома 24 июля. До релиза был слит трек-лист альбома, хотя веб-сайты, которые их слили, заменили «Tag, You It» на Jump Rope, а «Play Date» на Half Hearted. Список треков был официально показан 24-го числа с предварительным заказом. С 27 июля, Мелани выпускала фрагмент каждой песни (кроме тех, что были доступны в коллекционном издании) на своей странице Instagram. 28 июля Мелани выпустила фрагмент «Sippy Cup» и объявила, что песня будет выпущена 31 июля. 30 июля издание SPIN презентовало видеоклип, а сам трек был выпущен на следующий день. Альбом был выпущен 14 августа. CD был упакован как сборник рассказов с компакт-диском, доступным позже.

### Концепция
Альбом о персонаже, названном Crybaby (англ. «Плакса»), являющимся альтер эго Мелани Мартинес, когда она была ребенком, и представляла её уязвимую и испорченную сторону. Мелани описала Crybaby как «ребенка, который переживает взрослую жизнь». Мелани утверждает, что многие из вещей, которые произошли с персонажем, похожи на то, что произошло в её собственной жизни, за исключением той части, где Crybaby похищена и где она убивает своего похитителя. Каждая песня в списке треков имеет детское название и содержит связанные с детством метафоры, в то время как более глубокие сообщения, которые переходят к слушателю, несут больше взрослых тем и проблем. Например, песня «Cry Baby» относится к тем, кто дразнит за то, что кто-то открыто демонстрирует свои эмоции (в отличие от реального ребенка. Книга истории, доступная к предзаказу, содержит рифмы и иллюстрации, основанные на альбоме, написанном самой Мелани.
Видеоклип на «Cry Baby» был вдохновлен любимым фильмом Мелани «Алиса» (1988).

## Релиз
Альбом был выпущен 14 августа 2015 года лейблом Atlantic Records. Он доступен через цифровую загрузку, CD, винил и аудиокассету. Винил и CD имеют специальную упаковку, которая включает в себя сказочную книгу, проиллюстрированную Хлоей Терсиньи. Cry Baby дебютировал с 6 строчки в чарте Billboard 200 с продажами 41 000 копий за первую неделю. Он также возглавил Альтернативный Альбомный Чарт. 2 августа 2016 года стало известно, что продажи альбома перешагнули отметку в 263 050 экземпляров с момента его выхода. 24 февраля 2017 года альбом получил платиновую сертификацию, продавшись в количестве 1 000 000 копии в США.

## Песни

### Синглы
«Pity Party» был выпущен в качестве первого сингла. Музыкальное видео было выпущено 29 мая 2015 года на Vessel. Затем, 3 дня спустя, 1 июня 2015 года на YouTube. Он получил золотую сертификацию от RIAA.
«Soap» был выпущен в качестве второго сингла. Он был выпущен 10 июля 2015 года, вместе с музыкальным видео. Сингл также получил золотую сертификацию от RIAA.
«Sippy Cup» был выпущен в качестве третьего сингла 31 июля 2015 года, вместе с музыкальным видео. Это было более темное продолжение музыкального видео её сингла «Dollhouse», выпущенного в 2014 году.

### Остальные песни
Мартинес сказала, что выпустит музыкальные клипы для всех треков альбома. Музыкальное видео «Training Wheels», выпущенное 18 ноября 2015 года, связано сюжетом с «Soap», однако Training Wheels не был анонсирован в качестве сингла. 14 марта 2016 года Мартинес выпустила музыкальное видео для заглавного трека альбома «Cry Baby». 2 июня 2016 года вышло видео на «Alphabet Boy». 23 августа 2016 года был выпущен двойной музыкальный видеоклип «Milk and Cookies» и «Tag, You’re It». Для «Pacify Her» видеоклип вышел 15 ноября 2016 года. Позднее 1 декабря 2016 состоялся релиз видеоклипа на «Mrs. Potato Head», а затем, 23 сентября 2017, вышел клип на песню «Mad Hatter» являющейся последней в альбоме.

## Критика
| Оценки критиков      | Оценки критиков |
| Источник             | Оценка |
| -------------------- | --- |
| Allmusic             | [ 24 ] |
| ABC News             | [ 25 ] |
| Billboard            | [ 26 ] |
| Outlet Magazine      | 8,5 из 10 звёзд · 8,5 из 10 звёзд · 8,5 из 10 звёзд · 8,5 из 10 звёзд · 8,5 из 10 звёзд · 8,5 из 10 звёзд · 8,5 из 10 звёзд · 8,5 из 10 звёзд · 8,5 из 10 звёзд · 8,5 из 10 звёзд |
| Popdust.com          | 4 из 5 звёзд · 4 из 5 звёзд · 4 из 5 звёзд · 4 из 5 звёзд · 4 из 5 звёзд |
| Spin                 | 8 из 10 звёзд · 8 из 10 звёзд · 8 из 10 звёзд · 8 из 10 звёзд · 8 из 10 звёзд · 8 из 10 звёзд · 8 из 10 звёзд · 8 из 10 звёзд · 8 из 10 звёзд · 8 из 10 звёзд                     |
| Under the Gun Review | [ 27 ] |

Cry Baby получил в целом положительные отзывы от большинства музыкальных критиков. Алан Рейбл из ABC News дал альбому 4,5 звезды из 5, описав его как «сотрясающую, влияющую запись, которая будет работать с вами через несколько дней после прослушивания. Это не для пассивного прослушивания. Это редкая поп-запись, которая является броским художественным приёмом». Джейсон Скотт из Popdust.com описал альбом как «13 треков чистого гипнотического блаженства, которое проверяет абсолютные границы альт-поп музыки вытекающей из Мартинес». Мэтт Коллар из Allmusic сравнил Мартинес с Бьорк и Бейонсе, сказав, что «ее песни также хорошо сочетаются с работой современников, таких как Лорд и Лана Дель Рей». Эмма Гвидо из Under the Gun Review дала альбому 9,5 балов из 10, назвав альбом «путешествие в жуткое альтер эго Мартинес, где она сражается со своими демонами и навязчивыми идеями», назвав её методы написания песен «выразительными, страстными и изумительно творческими» и написав, что «преследуемая карнавальная атмосфера Cry Baby … принимает новую форму инди-поп-музыки, которую мир так долго ждал».
Джейсон Липшутц из Billboard был более критичным к альбому, дав ему всего 2 звезды из 5, заявив, что «Мартинес явно сжимается из тускло освещенных поп-стилей Лорд и Ланы Дель Рей, но пока ей не хватает тонкости влияний». Он также сказал, что альбом «показывает, что Мартинес достаточно амбициозна, но её настойчивость в том, чтобы придерживаться центральной идеи альбома ставит её искажение в неудобные позиции». SPIN поставил альбом на 22 место в своем списке «25 лучших поп-альбомов 2015 года».

## Список композиций
| №                   | Название            | Автор(ы)                                                                               | Продюсеры                 | Длительность |
| ------------------- | ------------------- | -------------------------------------------------------------------------------------- | ------------------------- | ------------ |
| 1.                  | «Cry Baby»          | Мелани Мартинес Джереми Дасолиет Тим Соммерс                                           | Kinetics & One Love       | 3:59         |
| 2.                  | «Dollhouse»         | Мартинес Дасолиет Соммерс                                                              | Kinetics & One Love       | 3:51         |
| 3.                  | «Sippy Cup»         | Мартинес Дасолиет Соммерс                                                              | Kinetics & One Love       | 3:15         |
| 4.                  | «Carousel»          | Мартинес Дасолиет Соммерс                                                              | Kinetics & One Love       | 3:50         |
| 5.                  | «Alphabet Boy»      | Мартинес Дасолиет Соммерс                                                              | Kinetics & One Love       | 4:13         |
| 6.                  | «Soap»              | Martinez Эмили Уорен Кайл Ширер                                                        | Ширер Дэниель Вибер Dibs  | 3:29         |
| 7.                  | «Training Wheels»   | Мартинес Бэбидедди                                                                     | Бэбидедди                 | 3:25         |
| 8.                  | «Pity Party»        | Кристофер Баран Кара Диогарди Джон Глак Уолли Голд Сеймор Готтилеб Мартинес Хёрб Уинер | Баран ДиоГуарди           | 3:24         |
| 9.                  | «Tag, You're It»    | Мартинес Скотт Харрис Рик Марковитз                                                    | SmarterChild Майкл Миллер | 3:9          |
| 10.                 | «Milk and Cookies»  | Мартинес Дасолиет Марковитз                                                            | SmarterChild Майкл Лири   | 3:26         |
| 11.                 | «Pacify Her»        | Мартинес Хлоя Анджелидес Лири                                                          | Майкл Лири                | 3:40         |
| 12.                 | «Mrs. Potato Head»  | Мартинес Дасолиет Соммерс                                                              | Kinetics & One Love       | 3:37         |
| 13.                 | «Mad Hatter»        | Мартинес Дасолиет Брайан Фризел Аарон Кляйнстаб                                        | Frequency Аалиас          | 3:21         |
| Общая длительность: | Общая длительность: | Общая длительность:                                                                    | Общая длительность:       | 46:38        |

## Позиции в чартах
| Чарты (2015—2016)                       | Пиковая позиция |
| --------------------------------------- | --------------- |
| Аргентина (CAPIF)                       | 14              |
| Австралия (ARIA)                        | 27              |
| Бельгия (Ultratop Flanders)             | 77              |
| Бельгия (Ultratop Wallonia)             | 149             |
| Канада (Billboard)                      | 10              |
| Нидерланды (MegaCharts)                 | 65              |
| Финляндия (Suomen virallinen lista)     | 36              |
| Ирландия (IRMA)                         | 35              |
| Италия (FIMI)                           | 18              |
| Новая Зеландия (RMNZ)                   | 21              |
| Португалия (AFP)                        | 23              |
| Шотландия (OCC)                         | 40              |
| Испания (PROMUSICAE)                    | 6               |
| Великобритания (OCC)                    | 32              |
| США (Billboard 200)                     | 6               |
| США (Top Alternative Albums (Billboard) | 1               |

## Сертификации
| Страна               | Сертификация | Продажи   |
| -------------------- | ------------ | --------- |
| Великобритания (BPI) | золотой      | 100,000   |
| США (RIAA)           | платиновый   | 1,000,000 |

## Cry Baby’s Extra Clutter
Cry Baby Extra Clutter — второй мини-альбом американской певицы Мелани Мартинес, выпущенный 25 ноября 2016 года. Данный EP является физическим виниловым релизом трех бонусных треков из Cry Baby, а также сингла с лимитированным выпуском «Gingerbread Man». Винил стал доступен только для покупки через Urban Outfitters и веб-сайт певицы. Обложка мини-альбома была нарисована художницей Хлоей Терсиньи.

## Список композиций
| №                   | Название            | Автор(ы)                        | Продюсеры            | Длительность |
| ------------------- | ------------------- | ------------------------------- | -------------------- | ------------ |
| 1.                  | «Play Date»         | Decilveo Мелани Мартинес        | Майкл Кинан Decilveo | 2:59         |
| 2.                  | «Teddy Bear»        | Мартинес Фиби Райан Феликс Сноу | Сноу                 | 4:5          |
| 3.                  | «Cake»              | Мартинес Баран                  | Баран                | 3:19         |
| 4.                  | «Gingerbread Man»   | Мартинес Кинан Артур МакАртур   | Кинан МакАртур       | 3:28         |
| Общая длительность: | Общая длительность: | Общая длительность:             | Общая длительность:  | 13:51        |